# Tertiärhügelland

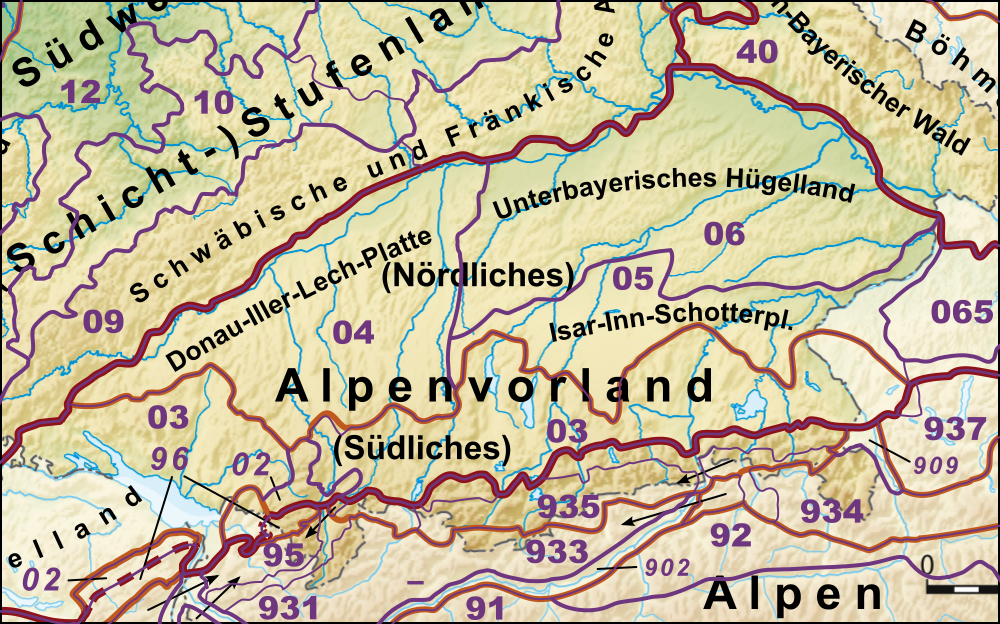
Das Tertiärhügelland mit dem Unterbayerischen Hügelland (06) und dem Hausruckviertler Berg- und Hügelland (065, ganz rechts)

Das Tertiärhügelland, auch Tertiäres Hügelland, ist ein klimatisch gemäßigtes Hügelland des nördlichen Alpenvorlandes, das nach Norden bis an die Donau reicht. Es teilt sich auf in zwei einfach zusammenhängende Gebiete, die durch das (meistens nicht hinzugerechnete) Tal des Unteren Inn voneinander getrennt werden. In Deutschland (Bayern) liegt das Unterbayerische Hügelland als der größere Nordwestteil, in Oberösterreich liegt das Hausruckviertler Berg- und Hügelland (auch: Oberösterreichisches Hügelland). Naturräumlich stellt es, je nach Definition, eine oder zwei Großregionen 3. Ordnung dar.
Das Tertiärhügelland wird nach Westen, Süden und Südosten von Altmoränen-Schotterplattenlandschaften eingerahmt, die ebenfalls Großregionen 3. Ordnung des (Nördlichen) Alpenvorlandes darstellen:
- der Donau-Iller-Lech-Platte im Westen
- den Isar-Inn-Schotterplatten im westlichen Süden
- den Traun-Donau-Enns-Schotterplatten im östlichen Süden und im Osten.

## Entstehung
Während sich im Tertiär die Alpen bildeten, sammelten sich südlich und nördlich davon die Ablagerungen (Molasse). Seine hügelige Form erhielt das Gebiet erst während des Pliozäns.
Während des Tertiärs stießen wiederholt flache Meeresarme über die Burgundische Pforte und das Wiener Becken in das Gebiet vor und lagerten Sande und Mergel hier ab. Die Sedimente der Oberen Süßwassermolasse, die vor 18 bis 10 Millionen Jahren abgelagert wurden, bilden die wellige Oberfläche des Hügellandes. Neben Mergel findet sich besonders Nagelfluh, aus dem häufig die Höhenzüge bestehen.
Während der Eiszeiten blieb das Gebiet eisfrei. Gletscherabwinde bliesen die feinen Partikel aus den Schottermassen fort und lagerten sie an den höherliegenden Teilen des Tertiärhügellandes ab, wodurch der fruchtbare Löss herrührt, die Grundlage der heutigen Landwirtschaft. Unter den landwirtschaftlichen Betrieben überwiegen die Futterbaubetriebe.

## Böden und Nutzung
Die Kern-Hügelländer Donau-Isar-Hügelland, Isar-Inn-Hügelland und Hausruckviertler Berg- und Hügelland weisen eine geringere Bodengüte auf als die in ihrem Windschatten gelegenen Dungau und Unteres Isartal sowie der Mündungslauf des Unteren Inntals und das Untere Trauntal. Die Ertragmesszahlen schwanken oft kleinräumig zwischen 40 und über 60. In der Hallertau gibt es Braunerden mit hoher bis mittlerer Basensättigung, ansonsten herrschen meist pseudovergleyte Varianten von Braunerden vor, die verhältnismäßig sauer und nährstoffarm sind. Stellenweise treten auch Podsol-Braunerden mit Ortsteinbildung auf wie im Steinkart bei Ortenburg. 
Die Landnahme drang vom Ende des 5. Jahrhunderts an in das Innere des Hügellandes vor. Eine erste Rodungszeit gab es um 700, die Hauptphase der Rodung folgte um 1000. Nach 1100 entstanden zahlreiche Weiler, die bis heute zum Teil das Gebiet prägen.
Heute ist das Hügelland aufgrund der vorherrschenden landwirtschaftlichen Nutzung, zu großem Anteil Futterbaubetriebe, durch einen nur geringen Anteil von Wäldern, Hecken oder Feldrainen gekennzeichnet. Die ursprünglich vorkommenden Buchenwälder sind größtenteils verschwunden. Durch die forstwirtschaftliche Nutzung überwiegen heute die Fichtenforste, im Südosten gibt es auf kiesigen Böden auch Kiefernwälder. Lediglich in Flussauen finden sich Überreste einer naturnahen Vegetation. Insgesamt nimmt der Wald im Tertiärhügelland nur ein Fünftel der Fläche ein.